# Ejido Tlatzintla
Ejido Tlatzintla är en ort i Mexiko.   Den ligger i kommunen Acaxochitlán och delstaten Hidalgo, i den sydöstra delen av landet, 130 km nordost om huvudstaden Mexico City. Ejido Tlatzintla ligger 2 109 meter över havet och antalet invånare är 120.
Terrängen runt Ejido Tlatzintla är huvudsakligen kuperad, men norrut är den bergig. Runt Ejido Tlatzintla är det ganska tätbefolkat, med 155 invånare per kvadratkilometer. Närmaste större samhälle är Huauchinango, 7,9 km öster om Ejido Tlatzintla. I omgivningarna runt Ejido Tlatzintla växer i huvudsak blandskog.